# 가지야 유키히토
가지야 유키히토(일본어: 梶谷 政仁, 2000년 3월 9일~)는 일본의 축구 선수이다.

## 구단 경력
그는 2022년 J1리그의 사간 도스에 입단했다. 2023년 J2리그의 블라우블리츠 아키타로 이적했다.